# Pius Langa
Pius Nkonzo Langa, SCOB (* 25. März 1939 in Bushbuckridge; † 24. Juli 2013 in Johannesburg) war ein südafrikanischer Jurist, Richter am Verfassungsgericht der Republik Südafrika und von 2005 bis 2009 als dessen Vorsitzender tätig.

## Ausbildung und beruflicher Werdegang
Langa wurde als das zweitjüngste von sieben Kindern eines Pfarrers in eine sehr religiöse Familie geboren und wuchs in einem Township auf. Seinen Schulabschluss erarbeitete er sich im Wesentlichen als Autodidakt, da er schon ab 1957 in einer Textilfabrik arbeiten musste, bevor er eine Stelle als Übersetzer bei Gericht erhielt. Den Hochschulabschluss als Bachelor of Law erlangte er 1976 in einem Fernstudiengang an der Universität von Südafrika und wurde im Juni 1977 als Anwalt zugelassen. Er spezialisierte sich auf politische Gerichtsverfahren und vertrat neben Apartheidsgegnern auch Gewerkschaften.
Ende der 1980er Jahre war er in der United Democratic Front aktiv und gehörte dem Präsidium der Democratic Lawyers Association an. Darüber hinaus zählte er zu den Gründern der National Association of Democratic Lawyers, deren Vorsitzender er zwischen 1988 und 1994 war. Nach dem Ende der Apartheid war Langa in wesentlichem Maße an der Demokratisierung seines Heimatlandes beteiligt. So gehörte er einem Komitee zur Umgestaltung der Polizeikräfte Südafrikas an. 1994 wurde er von Nelson Mandela zum Richter an das neu gegründete Verfassungsgericht der Republik Südafrika berufen. In dieser Position setzte er sich unter anderem gegen die Todesstrafe ein.
Auch in anderen Ländern war Langa an der Demokratisierung beteiligt. Unter anderem übernahm er 1998 im Auftrag der Entwicklungsgemeinschaft des südlichen Afrika den Vorsitz einer Arbeitsgruppe zur Veränderung des Wahlrechts in Lesotho, der Langa Commission. Zwei Jahre später reiste er als Sonderbeauftragter des Commonwealth of Nations nach Fidschi, um die dortige Demokratisierung zu unterstützen. In der Folge arbeitete er als Berater am Entwurf der Verfassungen von Sri Lanka, Simbabwe, Ruanda und Tansania mit. Als Mitglied einer Kommission der Internationalen Anwaltsvereinigung half Langa auch bei der Überarbeitung des Strafprozessrechts in Kamerun.
Von 2001 bis 2005 übernahm er am Verfassungsgericht der Republik Südafrika den Posten des stellvertretenden Vorsitzenden, anschließend wurde er als Nachfolger von Arthur Chaskalson Vorsitzender des Gerichts. Diese Stelle hatte er bis zu seiner Ruhesetzung im Jahr 2009 inne. Neben seiner richterlichen Tätigkeit nahm Langa mehrfach Gastprofessuren an der Southern Methodist University in Dallas wahr. Zudem war er zwischen 1998 und 2004 Kanzler der Universität Natal und wurde nach Gründung der Universität der Nelson-Mandela-Metropole zu deren erstem Kanzler bestellt.

## Sonstiges
Langa war von 1966 bis 2009 mit Thandekile Mncwabe verheiratet, mit der er sechs Kinder hatte. Zudem war er mehrfacher Großvater. Einer seiner Brüder emigrierte in Folge der Apartheid aus Südafrika, ein anderer wurde als Mitglied der Umkhonto we Sizwe von südafrikanischen Sicherheitskräften hingerichtet.

## Auszeichnungen (Auswahl)
- Honorarprofessur der Universität Natal (1998)
- Ehrendoktorwürde der Universitäten  Zululand, des Westkaps, Kapstadt und der Yale University sowie der National University of Ireland und der Northeastern University
- Gruber Justice Prize (2004) zusammen mit Arthur Chaskalson
- Supreme Counsellor des Order of the Baobab

## Publikationen (Auswahl)
- Submission to the truth and reconciliation commission on the role of the judiciary. In: The South African law journal. 115, Nr. 1, 1998, ISSN 0038-2388, S. 36–42.
- The protection of human rights by the judiciary and other structures in South Africa. In: SMU law review. 52, Nr. 4, 1999, ISSN 0038-4836, S. 1531–1538.
- South Africa’s Truth and Reconciliation Commission. In: The international lawyer. 34, Nr. 1, 2000, ISSN 0020-7810, S. 347–354.
- Equality provisions of the South African constitution. In: SMU law review. 54, Nr. 4, 2001, ISSN 0038-4836, S. 2101–2105.
- Transformative constitutionalism. In: Stellenbosse regstydskrif. 17, Nr. 3, 2006, ISSN 1016-4359, S. 351–360.